# Всё схвачено!
«Всё схва́чено!» (англ. Made) — американская криминальная комедия 2001 года. Дебютная работа Джона Фавро как режиссёра, который также выступил в ленте продюсером, сценаристом и исполнителем одной из главных ролей.

## Сюжет
Слоган: «Добро пожаловать в дезорганизованную преступность» (англ. Welcome to disorganized crime).
Бобби Ричиглиано — успешный боксёр и телохранитель. Однако ему не нравится его работа, он хочет чего-то большего, поэтому он с радостью хватается за предложение своего босса отправиться в Нью-Йорк для помощи в отмывании денег. С собой он берёт своего лучшего друга, Рики Слейда, очень разговорчивого напарника, пересмотревшего криминальных фильмов. Бобби пытается выполнить свою работу чисто, но постоянные выходки Рики угрожают сорвать всё дело.

## В ролях
- Джон Фавро — Бобби Ричильяно
- Винс Вон — Рики Слейд
- Питер Фальк — Макс
- Фамке Янссен — Джессика
- Шон Коумз — Руис
- Файзон Лав — Гораций
- Винсент Пасторе — Джимми
- Дэвид О’Хара — ирландец
- Макензи Вега — Хлоя
- Дреа Де Маттео — девушка из клуба
- Дастин Даймонд — камео из сериала Saved by the Bell
- Дженнифер Брэнсфорд — бортпроводница

## Факты
В 2002 году фильм номинировался на MTV Movie Awards в номинации «Лучшее камео» (Дастин Даймонд), но не выиграл награды.
По данным сайта FamilyMediaGuide.com в фильме 291 раз произносится слово fuck (в среднем каждые 18 секунд) и 127 других ругательств.